# Gunhild (norsk drottning)
Gunhild levde i början av 900-talet och var norsk drottning mellan år 931 och 933. Hon var gift med kung Erik Blodyx och mor till bland annat Harald Gråfäll.
Enligt Historia Norvegiae var hon dotter till den danske kungen Gorm den gamle. Denna syn har delats av så gott som samtliga historiker i modern tid. Enligt isländsk sagotradition var hon vacker, ond, slug och trollkunnig och var dotter till en hövding Ossur från Hålogaland.
Hon skildras av Snorre Sturlasson som en väldigt handlingskraftig person. Efter att Erik Blodyx drivits i exil från Norge av sin bror Håkon Adalsteinsfostre och dött i England drev hon starkt på Eriks söners erövring av Norge och var mycket mäktig under deras regeringstid. Sedan Håkon Sigurdsson Ladejarl och danakungen Harald Blåtand (Gunhilds bror) erövrat Norge och dödat sonen Harald Gråfäll flydde Gunhild med sina söner till Orkneyöarna. Enligt Jomsvikingasagan skall hon ha återvänt till Danmark av oklara skäl och där mördats av Harald Blåtand. Hennes kropp skall ha kastats i en mosse. 